# 小行星2962
小行星2962（2962 Otto）是一颗围绕太阳公转的小行星。1940年12月28日，爾約·維薩拉在图尔库发现了此天体。
該小行星以維薩拉的曾祖父奧托（Otto）命名。
这颗小行星的绝对星等为118.68643等。